# Gatubarn

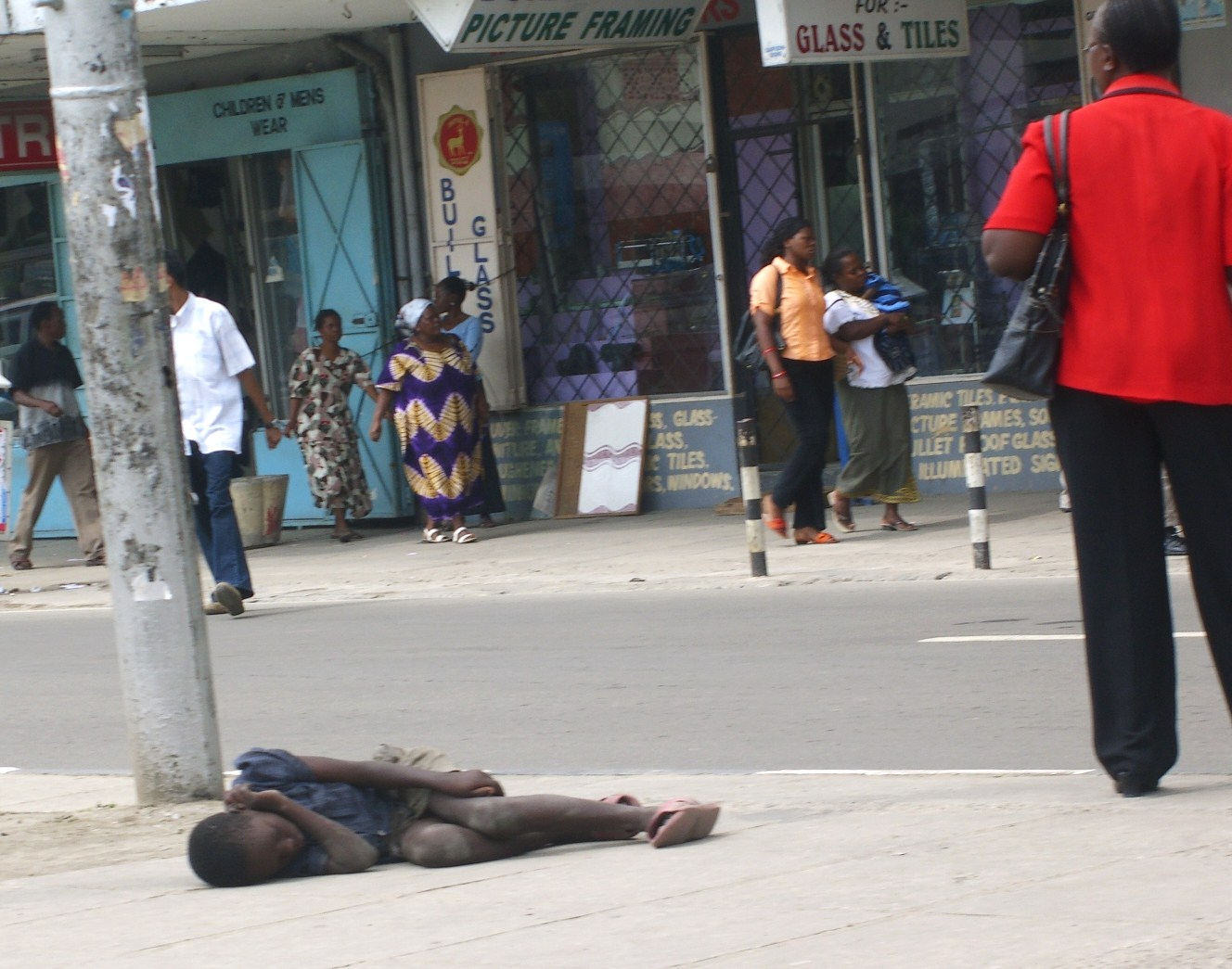
Gatubarn i Mombasa Kenya.

Gatubarn är föräldralösa och hemlösa barn i städer, som på grund av fattigdom tvingas bo på gatorna. 

## Utbredning
Gatubarn är vanliga i många utvecklingsländer. I början av 2020-talet var Latinamerika den världsdel som har flest gatubarn, där omkring 40 miljoner barn lever på gatorna. På andra plats kommer Asien med 25–30 miljoner gatubarn, och på tredje plats Afrika med 10 miljoner.
Städer med många gatubarn är bland annat Asunción, Bangkok, Bogotá, Bombay, Bukarest, Calcutta, Dhaka, Guatemala City, Jakarta, Kairo, Katmandu, La Paz, Lahore, Lima, Manila, Mexico City, Nairobi, New Delhi, Rio de Janeiro, São Paulo och Tegucigalpa. 
Brasilien, och särskilt staden Rio de Janeiro, har blivit den plats som främst kommit att symbolisera fenomenet.

## Anledning
De flesta gatubarn lever på gatan för att deras föräldrar har avlidit, för att de blir misshandlade hemma eller för att deras familjer är mycket fattiga. Krig och naturkatastrofer är de kanske viktigaste skälen till hemlöshet även för barn. Romersk-katolska kyrkans förbud mot abort och preventivmedel är en annan betydelsefull orsak till att många familjer inte klarar av att försörja sina barn. Barn till hiv-smittade tvingas också ofta till ett liv som gatubarn.

## Risker
Det finns många risker med att bo på gatan, bland annat leder bristfällig hygien till fler sjukdomar, liksom ett ofta utbrett drogmissbruk.
I vissa länder utsätts barn för legalt våld för att förbättra ländernas bild utåt. I Brasilien dödades 5 611 barn i åldrarna 5-17 år under åren 1988-1991.

## Gatubarn i Sverige
I Sverige finns det barn som lever i tillfälliga boenden som jourhem eller inte känner sig trygga i sina vanliga hem. En del av dessa barn söker sig till gatan. I Stockholms city finns det (2006) över trehundra barn som bor i tillfälliga jourbostäder. Vissa barn har sitt "andra hem" på gatan och sover ofta där. Under mitten av 2010-talet kom larm om att antalet gatubarn ökade i Stockholm, främst ensamkommande marockanska gatubarn. Många av dessa "sov utomhus, var ofta drogpåverkade och utförde grova brott". Enligt uppskattningar som gjordes 2017 i stockholm beräknades omkring 200 barn leva på gatorna i Stockholm, vissa så unga som nio år. I de fall som rörde yngre barn misstänkte polisen att det rörde sig om människohandel. Antalet gatubarn I Stockholm minskade dock återigen mot slutet av 2010-talet.